# Tennistoernooi van Cincinnati 2014
Het tennistoernooi van Cincinnati van 2014 werd van 11 tot en met 17 augustus 2014 gespeeld op de hardcourt-buitenbanen van het Lindner Family Tennis Center in de Amerikaanse plaats Mason, ongeveer dertig kilometer benoorden Cincinnati. De officiële naam van het toernooi was Western & Southern Open.
Het toernooi bestond uit twee delen:
- WTA-toernooi van Cincinnati 2014, het toernooi voor de vrouwen
- ATP-toernooi van Cincinnati 2014, het toernooi voor de mannen

## Toernooikalender
|                   | augustus 2014 | augustus 2014 | augustus 2014 | augustus 2014 | augustus 2014 | augustus 2014 | augustus 2014 | augustus 2014 | augustus 2014 |
| ma 11             | di 12         | di 12         | wo 13         | wo 13         | do 14         | vr 15         | za 16         | zo 17         |               |
| ----------------- | ------------- | ------------- | ------------- | ------------- | ------------- | ------------- | ------------- | ------------- | ------------- |
| Vrouwenenkelspel  | 1e ronde      | 1e ronde      | 2e ronde      | 2e ronde      | 2e ronde      | 3e ronde      | kwartfinale   | halve finale  | finale        |
| Vrouwendubbelspel | 1e ronde      | 1e ronde      | 1e ronde      | 1e ronde      | 2e ronde      | 2e ronde      | kwartfinale   | halve finale  | finale        |
| Mannenenkelspel   | 1e ronde      | 1e ronde      | 1e ronde      | 2e ronde      | 2e ronde      | 3e ronde      | kwartfinale   | halve finale  | finale        |
| Mannendubbelspel  | 1e ronde      | 1e ronde      | 1e ronde      | 2e ronde      | 2e ronde      | 2e ronde      | kwartfinale   | halve finale  | finale        |

ATP-toernooi van Cincinnati‎ – WTA-toernooi van Cincinnati‎

2004 · 2005 · 2006 · 2007 · 2008 · 2009 · 2010 · 2011 · 2012 · 2013 · 2014 · 2015 · 2016 · 2017 · 2018 · 2019 · 2020 · 2021 · 2022 · 2023 · 2024